# Liste der Naturdenkmale in Eigeltingen
| Naturdenkmale | Anzahl |
| ------------- | ------ |
| FND           | 9      |
| END           | 4      |
| Gesamt        | 13     |

Die Liste der Naturdenkmale in Eigeltingen nennt die verordneten Naturdenkmale (ND) der im baden-württembergischen Landkreis Konstanz liegenden Gemeinde Eigeltingen. In Eigeltingen gibt es insgesamt dreizehn als Naturdenkmal geschützte Objekte, davon neun flächenhafte Naturdenkmale (FND) und vier Einzelgebilde-Naturdenkmale (END).
Stand: 31. Oktober 2016.

## Flächenhafte Naturdenkmale (FND)
| Name                          | Bild | Kennung     | Einzelheiten | Position | Fläche Hektar | Datum         |
| ----------------------------- | ---- | ----------- | ------------ | -------- | ------------- | ------------- |
| Am Tannenbühl                 | BW   | 83350210007 | Eigeltingen  | ⊙        | 0,5           | 22. Sep. 1988 |
| Espach                        | BW   | 83350210009 | Eigeltingen  | ⊙        | 4,4           | 21. Feb. 1992 |
| Hangwälder östlich Heudorf    | BW   | 83350210005 | Eigeltingen  | ⊙        | 3,9           | 7. Apr. 1988  |
| Hochmoor „Guldeloh“           | BW   | 83350210003 | Eigeltingen  | ⊙        | 2,6           | 16. Apr. 1980 |
| In der Klinkelen              | BW   | 83350210008 | Eigeltingen  | ⊙        | 1,5           | 23. Aug. 1990 |
| Kiesgrube Bollenberg-Eigen    | BW   | 83350210006 | Eigeltingen  | ⊙        | 0,9           | 7. Apr. 1988  |
| Umgebung der Ruine Wasserburg | BW   | 83350210010 | Eigeltingen  | ⊙        | 0,0           | 16. Feb. 1943 |
| Vorder Hasenacker             | BW   | 83350210024 | Eigeltingen  | ⊙        | 0,9           | 16. Apr. 1980 |
| Waldsee Dunzenberg            | BW   | 83350210022 | Eigeltingen  | ⊙        | 1,5           | 16. Apr. 1980 |
| Legende für Naturdenkmal      |      |             |              |          |               |               |

## Einzelgebilde (END)
| Name                     | Bild | Kennung     | Einzelheiten | Position | Fläche Hektar | Datum         |
| ------------------------ | ---- | ----------- | ------------ | -------- | ------------- | ------------- |
| 1 Eiche                  | BW   | 83350210004 | Eigeltingen  | ⊙        | 0,0           | 19. Apr. 1940 |
| 1 Linde                  |      | 83350210012 | Eigeltingen  | ⊙        | 0,0           | 21. Apr. 1941 |
| 1 Linde                  |      | 83350210013 | Eigeltingen  | ⊙        | 0,0           | 21. Apr. 1941 |
| 1 Rotbuche               | BW   | 83350210001 | Eigeltingen  | ⊙        | 0,0           | 21. Dez. 1978 |
| Legende für Naturdenkmal |      |             |              |          |               |               |